# Boitsfort
Boitsfort (en néerlandais: Bosvoorde; en brusseleer Bochvo-oud) est un village belge de la commune de Watermael-Boitsfort dans la partie sud-est de la région de Bruxelles-Capitale. L'endroit est situé dans le sud de la commune au bord de la Forêt de Soignes.

## Toponymie
Boitsfort ne vient  pas de bois, comme on pourrait s'y attendre, mais de voorde qui veut dire gué et Baldo un patronyme courant. L'orthographe moderne, en revanche, «Bosvoorde» en néerlandais et «Boitsfort» en français, viendrait bien de l'étymologie populaire bos (bois, forêt) + voorde (gué) = Bosvoorde, gué au bois.

## Histoire
Boitsfort était autrefois un hameau dans la vallée de la Woluwe, dépendant de Watermael, qui était situé plus au nord. Une des plus anciennes mentions du nom remonte à 1227 avec Godfried de "Boudesfort". Depuis le XIIIe siècle, l'endroit était une base pour la chasse ducale, et le pavillon de chasse de Boitsfort y fut érigé.
Autour de 1282, Jean 1er y fonde une chapelle, dédiée à saint Hubert, saint patron des chasseurs. Grâce à la chasse l'importance du hameau s’accrut durant les siècles suivants. Au cours du XVIe siècle la cour abandonna Boitsfort. En 1584 le château de Boitsfort fut détruit, mais il fut restauré autour de 1600. Au cours du 17e siècle, il fut à nouveau détruit, mais l'électeur Maximilien Emmanuel prit en charge sa reconstruction en 1700. Au XVIIe siècle, une chaussée relie Boitsfort à Bruxelles via Vert Chasseur. Cette route fut prolongée vers le sud jusqu'au prieuré de Groenendael et fut ensuite prolongée jusqu'à La Hulpe.
L'amélioration des moyens de communication permit la poursuite du développement. Le Carte de Ferraris  des années 1770, indique l'emplacement du village de Boitsfort  dans le sud d'un endroit dégagé dans la forêt de Soignes, au nord duquel se trouve Watermael. À la fin de l'ancien régime, sous la domination française dans les dernières années du 18e siècle, les communes furent créées. Watermael et Boitsfort furent séparés et devinrent des communes indépendantes. Divers biens de l'Église furent confisqués. Lorsque quelques années plus tard, les services du culte furent restaurés, Boitsfort devint une paroisse indépendante. En 1811, les deux municipalités administratives furent à nouveau fusionnées en une seule commune contenant également Auderghem. C'était à l'époque une commune pauvre et rurale. En 1851 fut établi à Boitsfort l’hôtel de ville de Watermael-Boitsfort. L'arrivée de la ligne de chemin de fer Bruxelles-Namur crée une nouvelle voie de communication pour la commune. En 1863, le hameau de Auderghem devint une commune indépendante. À partir de la fin du 19e siècle, la commune est réorganisée, et de nouvelles routes sont construites, améliorant l'accessibilité de la commune. Au cours du 20e siècle, la zone entre Watermael et Boitsfort est construite et l'urbanisation de Bruxelles atteint également Boitsfort. Ceci estompa la frontière entre les deux hameaux .
90 % du territoire de Boitsfort formaient la seigneurie de Boitsfort. Une petite portion dépendait du vicomte de Bruxelles. Les 15 hectares de Boitsfort-Le-Vicomte dépendant de Boondael ne rejoignirent Watermael-Boitsfort qu'en 1825.

## Visites
- l'église Saint-Hubert
- la Maison-Haute[2] (Hoge Huis)

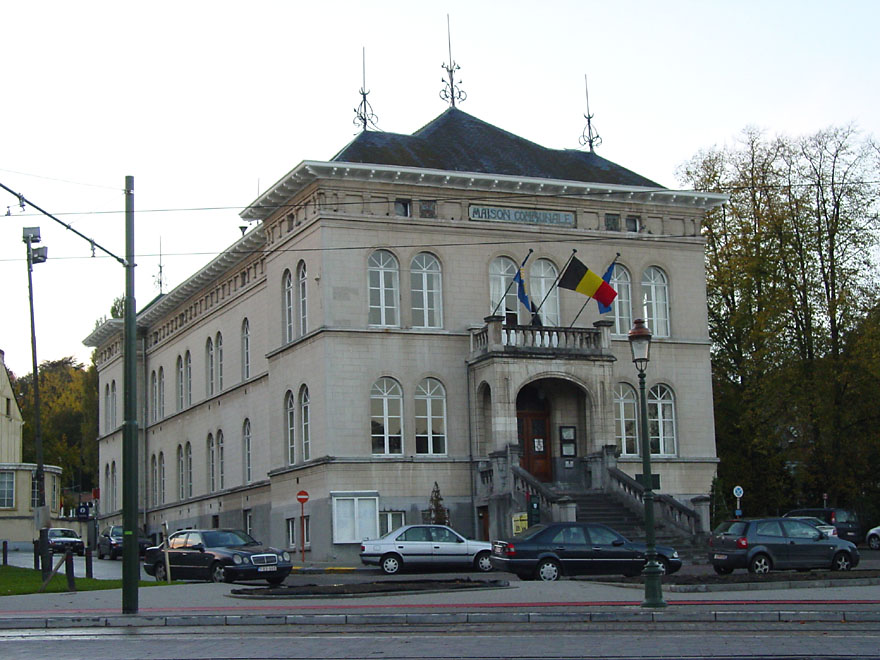
Maison communale de Watermael-boitsfort

- la maison communale de Watermael-Boitsfort
- les étangs de Boitsfort
- l'hippodrome de Boitsfort
- Un morceau pavé de la drève de Willerieken et de la rue du Grand Veneur sont protégés comme paysage.

## Transport
Le long de la ligne de chemin de fer 161 (Bruxelles-Namur) se trouve la gare de Boitsfort. Boitsfort est traversé par le R22. La chaussée de la Hulpe est l'une des principales routes qui traversent la forêt de Soignes.